# Virtudes González García

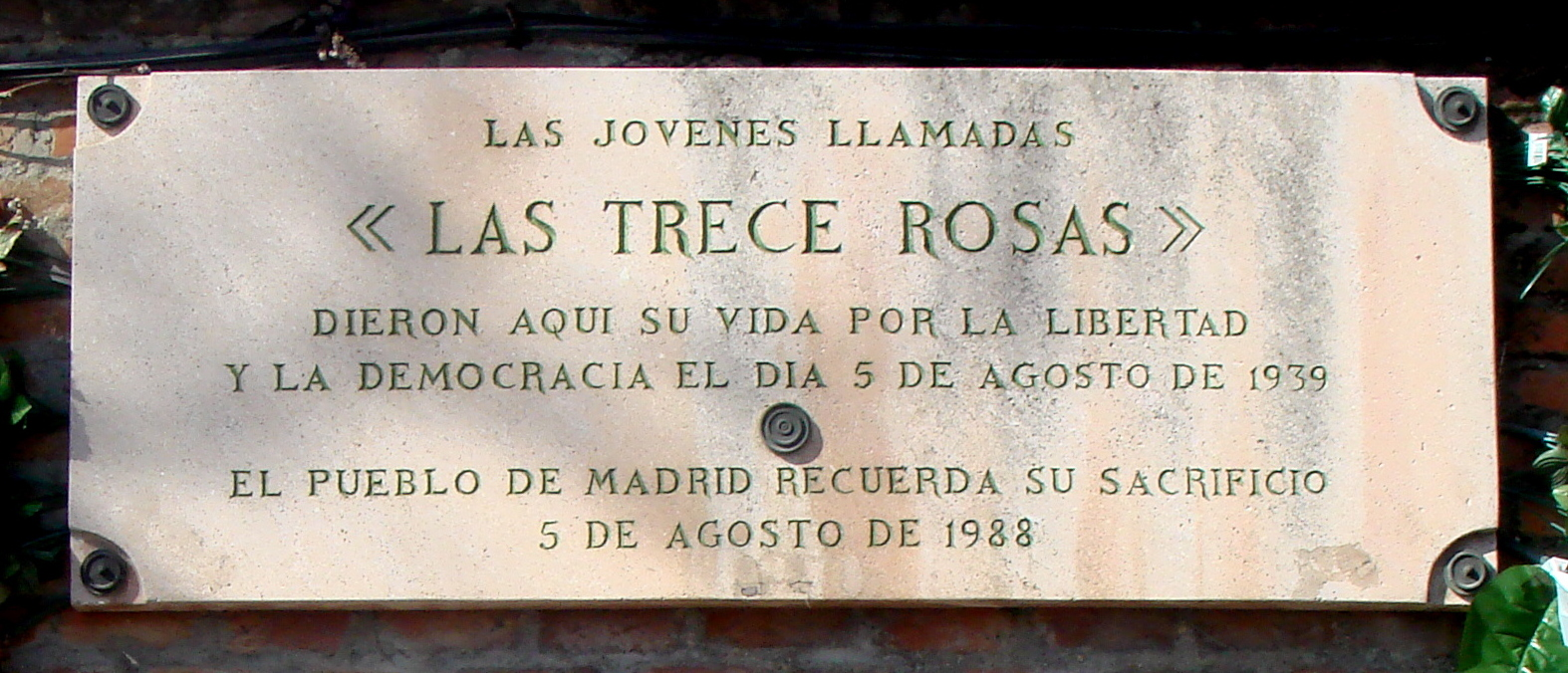
Placa en memòria de Les Tretze Roses al Cementiri de l'Almudena, Madrid (Espanya)

Virtudes González García ( Madrid, 12 agost  1922 - Madrid, 5 agost 1939) va ser una modista adolescent, integrant del grup de les Tretze Roses, les joves republicanes afusellades pel Règim franquista a Madrid, el 5 d'agost de 1939, juntament amb 43 homes de la JSC i el PCE.

## Biografia
Virtudes González García vivia amb la família a Madrid i treballava de modista i barretera. A l'agost de 1936, poc després de l'esclat de Guerra civil, juntament amb la seva amiga María del Carmen Cuesta Rodríguez de només 14 anys, es va afiliar a les Joventuts Socialistes Unificades (JSU). Va ser secretària del club “Pablo Vargas” i poc després va passar a la Comissió d'Organització del Comitè Provincial. El 27 de març de 1939, va ser elegida nou membre del Comitè Provincial de la JSU de Madrid. Allà va conèixer el seu nòvio Valentín Ollero Paredes de 20 anys, empleat de banca, que juntament amb José Pena Brea va ser secretari general i al final de la Guerra, cap de l'emissora "Radio Oeste para la Juventud"
La derrota del Bàndol republicà, va donar pas al règim dictatorial del General Franco i molts joves comunistes, que no es volien resignar, es van reagrupar, pensant que podríen portar a terme una resistència efectiva, ajudats pels els republicans de l'exterior.
A la nova Espanya, com a obligació patriótica, es va incitar la delació de particulars contra les persones sospitoses de tenir ideals republicans, comunistes, separatistes, ateus, maçons, o ser contraris al nou règim. Virtudes González va ser detinguda el 16 de maig de 1939, després que un company, sota tortura, mencionés el seu nom. Va ser acusada de participar en la reconstrucció de la JSU juntament amb Joaquina López Laffite i de mantenir reunions clandestines amb dirigents comunistes a la entrada del metro de Ríos Rosas. Reclosa a la Presó de Ventas. Malgrat ser menor d'edat, no va ser enviada al mòdul especial anomenat Escuela de Santa María, que funcionava per iniciativa de la pedagoga republicana María Sanchez Arbós,que  també estava empresonada en aquelles dates.
Valentín Ollero, el seu nòvio, va ser detingut, torturat i empresonat. Van mantenir una relació epistolar de presó a presó, esperant poder veure's per última vegada abans de morir, fet que no va ser possible perquè els 43 homes van ser afusellats abans de l'arribada del camió de les dones.
L'execució va tenir lloc a la matinada del 5 d'agost de 1939 a les tàpies del cementiri de l'Almudena.

## Memòria
Cada any es ret un homenatge a les Tretze Roses i als 43 joves de JSU afusellats en el Cementiri de Madrid. Així mateix, en diversos pobles d'Espanya se'ls han dedicat carrers, també s'han escrit llibres i realitzat pel·lícules i documentals.
Des del 2007, data en què es va promulgar la primera Llei de memòria històrica, el col.lectiu Memòria y Llibertat, organitza un homenatge a les víctimes del Franquisme a Madrid. Un estudi encarregat per l'Ajuntament a l'historiador Fernando Hernández Holgado va posar de manifest que les persones executades en sentències emeses per Consell de guerra a Madrid van ser 2.936.